# Élections législatives ukrainiennes de 2012
Les élections législatives ukrainiennes de 2012 ont eu lieu le 28 octobre 2012 et visent à désigner les 450 députés de la Rada, le Parlement unicaméral de l'Ukraine, pour un mandat de cinq ans. Le nouveau mode de scrutin prévoit que la moitié des députés seront élus à la proportionnelle et l'autre moitié au scrutin majoritaire uninominal à un tour. L'élection voit la victoire du Parti des régions du président en exercice Viktor Ianoukovytch. 

## Contexte
Lors de l'élection présidentielle de 2010, les Ukrainiens sont appelés à élire le nouveau président, parmi les deux principaux candidats que sont Viktor Ianoukovytch, candidat officiel du Parti des régions et ancien Premier ministre, et Ioulia Tymochenko. Une majorité d'Ukrainiens est déçue par les espoirs perdus de la révolution orange de 2004, qui a vu la victoire de Viktor Iouchtchenko. Viktor Ianoukovytch s'impose. 
Malgré sa victoire, sa marge de manœuvre est fortement limitée car il n'a été élu qu'avec 49 % des voix. Il compte sur ses amis et ses alliés politiques pour renverser le cabinet Tymochenko et, de facto, nommer un nouveau Premier ministre. Le 11 mars 2010, un peu plus d'un mois après l'élection de Ianoukovytch au palais Mariinsky, un proche du chef de l'État, l'ancien ministre des Finances, Mykola Azarov, est nommé Premier ministre.
En 2012, l'Ukraine est divisée entre, d'un côté, les partisans du président Ianoukovytch, de l'autre, les soutiens de l'ancienne Première ministre Tymochenko, ex-rivale du président Ianoukovytch, condamnée en 2011 à sept ans de prison pour « détournements de fonds », à la suite de l'approbation, par son gouvernement, de contrats gaziers considérés comme désavantageux. De plus, si la révolution orange permet l'évolution de la situation politique en Ukraine, avec une démocratie plus participative et des élections surveillées afin d'éviter les fraudes, le mandat présidentiel de Ianoukovytch est marqué par des menaces portées contre la liberté de la presse. Les arrestations et autres évènements judiciaires contre les anciens ministres du cabinet Tymochenko se multiplient et la crainte d'une « dérive de la justice », transformée en outil de persécution politique, augmente.
Par ailleurs, la promesse électorale de Viktor Ianoukovytch, qui souhaite, en 2010, faire du russe une langue régionale au statut particulier pour les régions russophones, divise profondément le pays.
Sur le plan économique, l'Ukraine entre dans une période de récession, avec des prévisions de croissance proches de zéro pour l'année 2012. Les taux d'intérêt élevés, la perte de confiance dans la hryvnia, la monnaie nationale, et la dégradation du climat des affaires conduisent à la détérioration de la situation économique. Sur le plan international, l'Ukraine est en situation d'isolement diplomatique. Les projets d'accords économiques et douaniers avec ses principaux partenaires commerciaux, l'Union européenne et la Russie, sont dans l'impasse. Les investissements étrangers sont faibles et le Fonds monétaire international a interrompu en 2010 le versement d'aides financières en raison de l'insuffisance des réformes structurelles.

## Mode de scrutin
Les élections législatives ont pour objet l'élection des 450 députés de la Rada, le Parlement monocaméral de l'Ukraine, pour un mandat de cinq ans. La moitié d'entre eux sont élus au scrutin majoritaire, et l'autre moyen au scrutin proportionnel. Pour être représentée au Parlement, une liste électorale doit recueillir au moins 5 % des suffrages exprimés. 5 771 personnes sont candidates, dont 2 644 dans les circonscriptions votant au système proportionnel et 3 127 dans les circonscriptions votant au système majoritaire.

## Campagne électorale

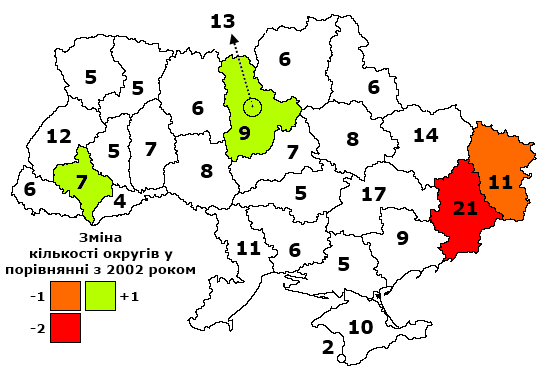
Nombre de circonscriptions uninominales par oblast par rapport à l'année 2002.

Le Bloc Ioulia Tymochenko (BIouT) réuni en congrès désigne le 30 juillet 2012 Ioulia Tymochenko tête de liste, à titre symbolique car elle ne pourra pas faire campagne en raison de son incarcération pour abus de pouvoir. La commission électorale centrale refuse d'enregistrer sa candidature par 10 voix sur 15 en raison de son casier judiciaire.
En mai 2012, à l'occasion d'une manifestation pour la libération de Ioulia Tymochenko, les opposants au président Viktor Ianoukovytch présentent un programme commun pour les élections législatives, fondé sur un slogan en trois points : « un État juste, un gouvernement honnête, une vie décente ».
Le 15 octobre, 3 000 militants du parti nationaliste Svoboda manifestent à Kiev pour célébrer le 70e anniversaire de la création de l'Armée insurrectionnelle ukrainienne et recueillir de nouveaux soutiens en vue des élections législatives.
Le 19 octobre 2012, le chef du parti d'opposition UDAR, le champion du monde de boxe Vitali Klitschko, annonce que son parti ne fera pas alliance avec le reste de l'opposition.
Quelques jours avant le scrutin, les électeurs se disent désenchantés par la politique. La moitié d'entre eux s'attendent à des fraudes électorales, et plus de 70 % annoncent qu'ils n'iront pas manifester même si les résultats de l'élection sont falsifiés. Selon une note de la Fondation Robert-Schuman, « il est peu probable que cette élection modifie les rapports de force ». L'Union européenne considère que cette élection perd une partie de sa légitimité en raison de l'absence d'une opposante majeure au gouvernement, Ioulia Tymochenko.
Le Parti des régions au pouvoir est crédité de 25 % des intentions de vote. Le système électoral qui confère une importante prime majoritaire au parti arrivé en tête, et l'alliance avec le Parti communiste d'Ukraine, crédité de 8 % des voix, pourraient lui permettre de conserver la majorité parlementaire. L'opposition est divisée, ce qui peut affaiblir son influence en raison des aspects majoritaires du mode de scrutin. Le parti Batkivchtchina (« Mère patrie ») de Ioulia Tymochenko est crédité de 15 à 24 % des intentions de vote ; le parti populiste UDAR (« Coup ») de Vitali Klitschko est classé deuxième dans les sondages. Le Parti social-démocrate ukrainien, dont fait partie le footballeur Andriy Chevtchenko, a peu de chances de dépasser le seuil de 5 % des suffrages nécessaire pour entrer au Parlement, mais il participe à l'émiettement des voix d'opposition. Le parti d'extrême-droite Svoboda attire de plus en plus de sympathisants et pourrait entrer au Parlement. D'importantes disparités régionales sont observées entre l'Est et l'Ouest du pays. À l'Est, le Parti des régions est crédité de 40 % des intentions de vote, alors qu'à l'Ouest, l'opposition pro-occidentale et nationaliste est attendue en tête des résultats.
Le 25 octobre, la secrétaire d'État des États-Unis Hillary Clinton et la haute représentante de l'Union européenne pour les affaires étrangères Catherine Ashton publient une tribune conjointe dans le International Herald Tribune dans laquelle elles évoquent « d'inquiétantes tendances » dans l'évolution politique de l'Ukraine. Selon elles, « les élections législatives en Ukraine à la fin de ce mois vont constituer un important baromètre de l'état de [ses] institutions ». Le même jour, l'opposante Ioulia Tymochenko fait une déclaration à la presse dans laquelle elle dit craindre l'instauration d'une dictature par le président Viktor Ianoukovytch à l'issue d'élections falsifiées ; elle affirme : « Si grâce à vos voix Ianoukovitch survit à ces élections en tant qu'homme politique, il va finir d'instaurer sa dictature et ne rendra plus le pouvoir de façon pacifique. ».

## Sondages d'opinion
| Date           | Institut | Parti des régions | Union panukrainienne « Patrie » | Front pour les changements | UDAR - Vitaliy Klychko | Notre Ukraine | Svoboda | Bloc Lytvyn | Parti communiste d'Ukraine | Autres | Contre tous | Indécis | Abstention |
| -------------- | -------- | ----------------- | ------------------------------- | -------------------------- | ---------------------- | ------------- | ------- | ----------- | -------------------------- | ------ | ----------- | ------- | ---------- |
| Date           | Institut |                   |                                 |                            |                        |               |         |             |                            |        |             |         |            |
| Septembre 2011 | Rating   | 21,9 %            | 18,9 %                          | 11,0 %                     | 5,4 %                  | 0,8 %         | 4,2 %   | 1,6 %       | 5,7 %                      |        | 10,7 %      | 11,3 %  | 12,6 %     |
| Décembre 2011  | Rating   | 19,4 %            | 20,3 %                          | 11,3 %                     | 5 %                    | 0,9 %         | 4,4 %   | 1,2 %       | 8,1 %                      |        | -           | 14,0 %  | 9,4 %      |
| Février 2012   | Rating   | 18,8 %            | 20,3 %                          | 11,7 %                     | 6,9 %                  | 0,7 %         | 4,5 %   | 1,6 %       | 7,6 %                      |        | -           | 18,2 %  | 6,1 %      |
| Mars 2012      | Rating   | 21,3 %            | 20,9 %                          | 9,9 %                      | 7,2 %                  | 1,0 %         | 4,3 %   | 1,5 %       | 7,4 %                      |        | -           | 17,7 %  | -          |
| Mai 2012       | Rating   | 22,0 %            | 25,6 %                          | 25,6 %                     | 9,2 %                  | 0,6 %         | 4,4 %   | 0,8 %       | 7,6 %                      |        | -           | 19,0 %  | 18,6 %     |
| Aout 2012      | Rating   | 24,6 %            | 26,2 %                          | 26,2 %                     | 11,8 %                 | 0,8 %         | 4,2 %   | 1,3 %       | 9,4 %                      |        | -           | 18,6 %  | 15,7 %     |
| Septembre 2012 | GfK      | 25,0 %            | 15,0 %                          | 15,0 %                     | 17,0 %                 | -             | 3,0 %   | -           | 9,0 %                      |        | -           | 13,0 %  | -          |
| Sept/oct 2012  | KIIS     | 20,1 %            | 12,1 %                          | 12,1 %                     | 11,5 %                 | -             | 4,7 %   | -           | 7,8 %                      |        | -           | 27,2 %  | 12,4 %     |
| Octobre 2012   | Rating   | 23 %              | 16,5 %                          | 16,5 %                     | 17,9 %                 | 1,0 %         | 6,0 %   | -           | 12,8 %                     |        | -           | 17,2 %  |            |

## Résultats
Chiffres de la Commission électorale
| Votants                                                 | Votants                  | Votants                  | 20 759 472 |             |                       |                       |
|                                                         |                          |                          |            |             |                       |                       |
| Bulletins enregistrés                                   | Bulletins enregistrés    | Bulletins enregistrés    | 20 759 472 |             |                       |                       |
| Bulletins blancs ou nuls                                | Bulletins blancs ou nuls | Bulletins blancs ou nuls | 389 050    | 1,87 %      |                       |                       |
| Suffrages exprimés                                      | Suffrages exprimés       | Suffrages exprimés       | 20 370 422 | 98,13 %     | 445 sièges à pourvoir | 445 sièges à pourvoir |
|                                                         |                          |                          |            |             |                       |                       |
| Liste                                                   | Tête de liste            |                          | Suffrages  | Pourcentage | Sièges acquis         | Var.                  |
| Parti des régions                                       | Néant                    |                          | 6 116 815  | 30,03 %     | 185 / 445             |                       |
| Union panukrainienne « Patrie »                         | Néant                    |                          | 5 208 390  | 25,57 %     | 101 / 445             |                       |
| Alliance démocratique ukrainienne pour la réforme       | Néant                    |                          | 2 847 878  | 13,98 %     | 40 / 445              |                       |
| Parti communiste d'Ukraine                              | Néant                    |                          | 2 687 246  | 13,19 %     | 32 / 445              |                       |
| Svoboda                                                 | Néant                    |                          | 2 129 246  | 10,45 %     | 37 / 445              |                       |
| Ukraine - En avant ! (Parti social-démocrate ukrainien) | Néant                    |                          | 322 202    | 1,58 %      | 0 / 445               |                       |
| Notre Ukraine                                           | Néant                    |                          | 226 482    | 1,11 %      | 0 / 445               |                       |
| Parti radical                                           | Néant                    |                          | 221 136    | 1,09 %      | 1 / 445               |                       |
| Autres listes sans élu                                  | Néant                    |                          | 611 027    | 3 %         | 0 / 445               |                       |
| Centre unifié                                           | Néant                    |                          | 0          | 0 %         | 3 / 445               |                       |
| Parti populaire                                         | Néant                    |                          | 0          | 0 %         | 2 / 445               |                       |
| Union                                                   | Néant                    |                          | 0          | 0 %         | 1 / 445               |                       |
| Candidats indépendants                                  | Néant                    |                          | 0          | 0 %         | 43 / 445              |                       |

Le mode de scrutin attribue 225 sièges à la représentation proportionnelle (RP) et 220 sièges au scrutin uninominal majoritaire à un tour (MU1). Le détail des attributions est comme suit: 
- Parti des régions : 72 RP + 113 MU1
- Union panukrainienne « Patrie » : 62 RP + 39 MU1
- Alliance démocratique ukrainienne pour la réforme : 34 RP + 6 MU1
- Parti communiste d'Ukraine : 32 RP
- Svoboda : 25 RP + 12 MU1
- tous les autres élus l'ont été en MU1.

## Régularité du scrutin
Selon l'OSCE, le vote s'est déroulé normalement dans 96 % des bureaux de vote. Le décompte a rencontré des difficultés dans 11 % des bureaux, même si l'OSCE relève que « le décompte était généralement transparent et en règle avec les procédures prescrites ». L'OSCE affirme ensuite que 25 des 161 districts observés ont connu de « sérieux problèmes » lors de la centralisation des résultats, notamment 3 cas de tricherie probable ayant influencé le résultat. Enfin, l'organisation européenne constate que la Commission centrale électorale a annulé les résultats dans 5 des 225 districts.
L'organisation non-gouvernementale Comité des électeurs d'Ukraine (CVU) dénonce de très nombreux actes de corruption pendant la campagne électorale. Selon le CVU, les candidats offrent de l'argent et surtout toutes sortes de biens matériels, notamment alimentaires, pour influencer les électeurs. Ces pratiques sont interdites mais ne sont pas effectivement sanctionnées.